# آبشار ناناتسو
آبشار ناناتسو (به لاتین: Nanatsu Falls) یک آبشار در ژاپن است که در تسورواوکا، یاماگاتا واقع شده‌است.